# Friesche Voetbalbond
De Friesche Voetbalbond (FVB) is een voormalige voetbalbond in Nederland. De bond ging in 1996 op in de Koninklijke Nederlandse Voetbalbond (KNVB).
Bij de Friesche Voetbalbond waren in principe alleen clubs uit de provincie Friesland aangesloten. Om lid te kunnen worden van de KNVB moest je als voetbalclub aangesloten zijn bij de provinciale (onder)bond, zoals de FVB dat was.

## Oprichting
De Friesche Voetbalbond werd op 18 december 1904 opgericht door vertegenwoordigers van de voetbalclubs Olympia, I.P. (beide uit Leeuwarden), Lycurgus uit Sneek en H.S.C. uit Harlingen.
In 1905 werd erkenning aangevraagd bij de Nederlandse Voetbalbond (NVB), welke na grote vertraging op 18 november 1906 werd verleend. Het bestuur van de FVB kampte in de beginjaren met spanningen, waardoor de erkenningsprocedure vertraagd werd. Tot 16 november 1940 bleef de bond zelfstandig, hierna ging de bond over als onderbond van de NVB.
In 1996 werden alle onderbonden van de KNVB opgeheven. De competities van de onderbonden werden ingedeeld in nieuwe lagere klassen bij de KNVB.

## Indeling
Tot het seizoen 1988/89 kende de bond drie niveaus met meerdere competities per niveau. Te weten: Eerste-, Tweede- en Derde klasse. Winnaars van de Eerste klasse promoveerden dan vervolgens naar de Vierde klasse van de KNVB. Andersom degradeerden de clubs vanuit de Vierde klasse KNVB naar de Eerste klasse van de Friesche Voetbalbond. Vanaf het seizoen 1989/90 tot en met het einde in 1996 kende de bond een extra laag in de zondagafdeling, de Hoofdklasse. Deze Hoofdklasse werd het nieuwe hoogste niveau van de bond. Deze Hoofdklasse bestond uit één competitie. Vanaf 1991/92 werd de Hoofdklasse ook in het zaterdagvoetbal ingevoerd.
In 1996 werd de Friesche Voetbalbond, net als alle andere onderbonden, opgeheven. In datzelfde jaar ontstond bij de KNVB op zaterdag de Hoofdklasse. Daardoor gingen de clubs uit de Hoofdklasse van de Friesche bond direct door naar de Vierde klasse, en clubs die promoveerden, belanden in de Derde klasse. Tevens werd er bij de KNVB een vijfde, zesde en zevende klasse opgericht, welke gelijk stonden aan de eerste, tweede en derde klasse op zaterdag, en hoofd-, eerste en tweede klasse van de onderbond op zondag.

## Bondselftal
Voor gelegenheden werd er diverse malen een Fries bondselftal samengesteld uit spelers van de diverse aangesloten Friese clubs. Het bondselftal speelde wedstrijden tegen Friese clubs of andere voetbalbonden of clubs van buiten de regio. Ook nadat de bond in 1996 opgeheven was door een herstructurering bij de KNVB, bleef het Fries elftal bestaan. Alle uitslagen in de onderstaande tabel zijn vanuit Fries perspectief.
| Datum            | Plaats     | Tegenstander  | Uitslag |
| ---------------- | ---------- | ------------- | ------- |
| 28 augustus 1924 | Leeuwarden | LVV Friesland | 0-1     |
| 18 april 1939    | Sneek      | Noord-Holland | 2-3     |
| 23 juni 2011     | Koudum     | Telstar       | 1-6     |
| 17 oktober 2012  | Heerenveen | sc Heerenveen | 0-4     |